# L'Esprit de la mort
Pour plus de détails, voir Fiche technique et Distribution.
L'Esprit de la mort (titre original : The Asphyx) est un film britannique de Peter Newbrook sorti en 1972.

## Synopsis
Dans l'Angleterre du XIXème siècle, Sir Hugo Cunningham, éminent scientifique, expérimente un nouvel appareil photographique. Alors qu'il l'utilise, il découvre l'existence de l'Asphyx, une entité surnaturelle qui apparaît au moment de la mort pour récupérer l'âme du défunt. Assisté de son fils adoptif Giles, Sir Hugo tente d'autres expériences pour pouvoir maîtriser l'Asphyx, espérant découvrir un accès à l'immortalité...

## Fiche technique
- Titre original : The Asphyx
- Réalisation : Peter Newbrook
- Scénario : Christina Beers, Laurence Beers et Brian Comport
- Directeur de la photographie : Freddie Young
- Montage : Maxine Julius
- Musique : Bill McGuffie
- Costumes : Evelyn Gibbs
- Décors : Arthur Taksen
- Production : John Brittany
- Genre : Film fantastique, Film d'horreur, Film de science-fiction
- Pays :  Royaume-Uni
- Durée : 99 minutes (1 h 39)
- Date de sortie :
  -  États-Unis : 5 décembre 1972 (Reading, Pennsylvanie) ; Février 1973
  -  France : 20 avril 1974

## Distribution
- Robert Powell (VF : Jean-Pierre Dorat) : Giles Cunningham
- Robert Stephens (VF : Jean Berger) : Sir Hugo Cunningham
- Jane Lapotaire (VF : Danielle Volle) : Christina Cunningham
- Alex Scott (VF : Jean Lagache) : Sir Edward Barrett
- Ralph Arliss (VF : Pierre Guillermo) : Clive Cunningham
- Fiona Walker (VF : Jeanine Freson) : Anna Wheatley
- Terry Scully : Pauper
- John Lawrence (VF : Michel Paulin) : Mason, le majordome de Sir Hugo
- David Grey : Vicar
- Paul Bacon (VF : Denis Savignat) : le 1er membre du club